# Phakding

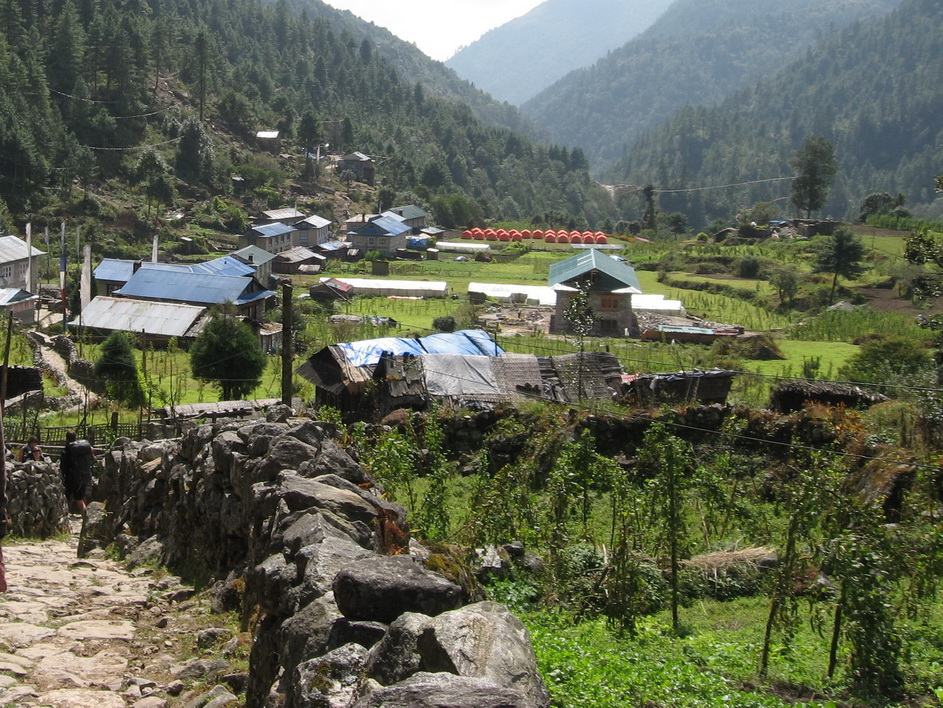
Caminho, ao sul de Phakding, que conduz a Lukla.

 Phakding  é um vilarejo na região do Khumbu no Nepal. Encontra-se no vale do rio Duth Kosi, ao norte de Lukla e sul de Monjo, a uma altitude de 2.610 m,
A trilha que passa por ele inicia em Lukla e Phakding é, muitas vezes, o principal ponto de parada para os montanhistas em seu caminho para o Monte Everest, no Parque Nacional de Sagarmatha, através dos caminhos que passam por Gokyo ou Tengboche. O parque é classificado pela UNESCO como  Património Mundial da Humanidade desde 1979.
A função principal do vilarejo é apoiar a indústria do turismo e, como tal, consiste de uma série de pousadas e algumas pequenas lojas.